# Numitor
Numitor, segundo a mitologia romana, era filho de Procas, rei de Alba Longa, descendente de Eneias o troiano, e pai de Rhea Silvia e Lauso.
Foi banido da pátria por Amúlio, seu irmão mais jovem. Este, assumindo o poder, fez Numitor consagrar sua filha Reia Sílvia ao colégio das Vestais. Entretanto, apesar de obrigada a conservar o celibato, a jovem foi amada por Marte e concebeu Rômulo e Remo. Quando os meninos nasceram, segundo uma versão, Numitor trocou-os por dois outros gêmeos, que Amúlio mandou abandonar. Confiou seus verdadeiros netos ao pastor Fáustulo, que se incumbiu de educá-los. Na outra versão, Rômulo e Remo teriam sido jogados a um rio, e encontrados por uma loba, que os amamentou. Mais tarde, colocado a par do segredo do seu nascimento, Rômulo matou seu tio-avô e restabeleceu Numitor no trono.